# Brockscheid
Brockscheid is een plaats in de Duitse deelstaat Rijnland-Palts, en maakt deel uit van de Landkreis Vulkaneifel.
Brockscheid telt 189 inwoners.

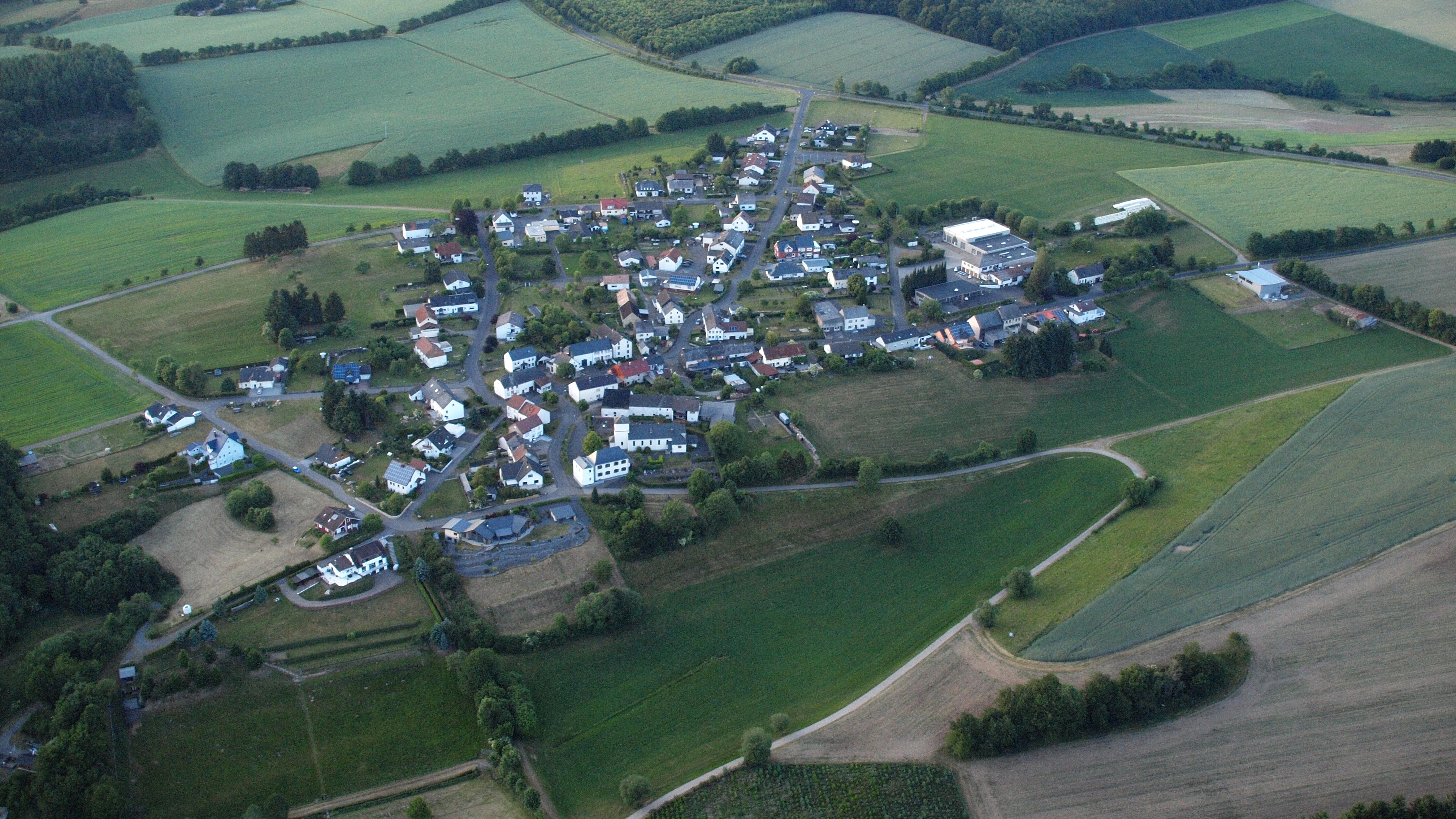
Luchtfoto van Brockscheid uit 2015

## Bestuur
De plaats is een Ortsgemeinde en maakt deel uit van de Verbandsgemeinde Daun. Ze ligt ongeveer 5 kilometer ten noorden van afrit  122 Manderscheid van de Autobahn A1. Het dorp is vanuit Daun beperkt per bus te bereiken, echter niet in de weekends.

## Economie, toerisme
Zoals ook in het dorpswapen zichtbaar is, zijn klokkengieterijen van oudsher, zeker reeds sinds 1620, een belangrijke bedrijfstak in het dorpje. Sedert 2019, toen de grootste gieterij failliet ging, is de toekomst hiervan zeer onzeker. De website van het failliet gegane bedrijf is nog in gebruik, en in toeristische voorlichting over de regio wordt de klokkengieterij nog vermeld, maar voor meer info ter plaatse wordt verwezen naar de buurman van de klokkengieterij, die een bedrijf in land- en bosbouwmachines exploiteert.
Bezienswaardig in het dorpje is de rooms-katholieke Sint-Ursulakerk, met fraai barok interieur. De kerk werd ten dele in de 18e en ten dele in de 19e eeuw gebouwd.
Arbach ·
Basberg ·
Beinhausen ·
Bereborn ·
Berenbach ·
Berlingen ·
Berndorf ·
Betteldorf ·
Birgel ·
Birresborn ·
Bleckhausen ·
Bodenbach ·
Bongard ·
Borler ·
Boxberg ·
Brockscheid ·
Brücktal ·
Darscheid ·
Daun ·
Demerath ·
Densborn ·
Deudesfeld ·
Dockweiler ·
Dohm-Lammersdorf ·
Drees ·
Dreis-Brück ·
Duppach ·
Ellscheid ·
Esch ·
Feusdorf ·
Gefell ·
Gelenberg ·
Gerolstein ·
Gillenfeld ·
Gönnersdorf ·
Gunderath ·
Hallschlag ·
Hillesheim ·
Hinterweiler ·
Höchstberg ·
Hohenfels-Essingen ·
Horperath ·
Hörscheid ·
Hörschhausen ·
Immerath ·
Jünkerath ·
Kalenborn-Scheuern ·
Kaperich ·
Katzwinkel ·
Kelberg ·
Kerpen (Eifel) ·
Kerschenbach ·
Kirchweiler ·
Kirsbach ·
Kolverath ·
Kopp ·
Kötterichen ·
Kradenbach ·
Lirstal ·
Lissendorf ·
Mannebach ·
Mehren ·
Meisburg ·
Mosbruch ·
Mückeln ·
Mürlenbach ·
Neichen ·
Nerdlen ·
Neroth ·
Niederstadtfeld ·
Nitz ·
Nohn ·
Oberbettingen ·
Oberehe-Stroheich ·
Oberelz ·
Oberstadtfeld ·
Ormont ·
Pelm ·
Reimerath ·
Retterath ·
Reuth ·
Rockeskyll ·
Salm ·
Sarmersbach ·
Sassen ·
Saxler ·
Schalkenmehren ·
Scheid ·
Schönbach ·
Schüller ·
Schutz ·
Stadtkyll ·
Steffeln ·
Steineberg ·
Steiningen ·
Strohn ·
Strotzbüsch ·
Üdersdorf ·
Udler ·
Uersfeld ·
Ueß ·
Utzerath ·
Üxheim ·
Wallenborn ·
Walsdorf ·
Weidenbach ·
Welcherath ·
Wiesbaum ·
Winkel (Eifel)